# Imagineer (empresa)
Imagineer és una empresa japonesa desenvolupadora de videojocs, tot i que també en publica. Forma part de la indústria de continguts i proporciona contingut i serveis relacionats amb personatges, jocs, educació i més.
Imagineer Co., Ltd. es va fundar el 27 de gener de 1986 (registrada l'1 de juny de 1977) a Shinjuku-ku, Tòquio, amb l'objectiu de desenvolupar, fabricar i vendre programari de jocs. Van adquirir els drets per llançar jocs estrangers al Japó, com ara SimCity, que van publicar per a PC. També han treballat amb empreses com Sanrio Co., Ltd. en jocs amb personatges populars com ara Hello Kitty.
Imagineer va desenvolupar la versió de Populous per a la Super Nintendo Entertainment System, després d'haver adquirit els drets de Les Edgar. En aquell moment, l'empresa treballava amb Nintendo. Imagineer també publica la sèrie de jocs Medabots.